# Virgo (інтерферометр)
Інтерферометр Virgo — великий детектор гравітаційних хвиль, розташований в Італії біля Пізи. Детектор являє собою інтерферометр Майкельсона, який може виявляти мізерні зміни довжини у своїх двох 3-кілометрових вакуумних трубах, викликані проходженням гравітаційних хвиль. Необхідна точність досягається за допомогою багатьох систем для ізоляції детектора від зовнішнього світу, включно з утриманням дзеркал та приладів у надвисокому вакуумі та їх підвішування за допомогою складних систем маятників.
Між циклами спостережень детектор модернізують для підвищення його чутливості. Спостереження виконують у співпраці з іншими подібними детекторами, включно з двома лазерними інтерферометричними гравітаційно-хвильовими обсерваторіями (LIGO) у США та японським детектором гравітаційних хвиль Каміока (KAGRA). Така співпраця між кількома детекторами сильно підвищує надійність виявлення гравітаційних хвиль та допомагає визначати їхнє походження.
Virgo розробляли й будували, коли гравітаційні хвилі були лише передбаченням загальної теорії відносності. Проєкт, названий на честь скупчення галактик Діва, схвалили у 1992 році, а будівництво завершено у 2003 році. Після кількох років без позитивних результатів Virgo зупинили в 2011 році для модернізації до "Advanced Virgo". У 2015 році два детектори LIGO здійснили перше спостереження гравітаційних хвиль, поки Virgo все ще перебував на модернізації. Virgo відновив спостереження на початку серпня 2017 року, здійснивши своє перше виявлення 14 серпня (разом з детекторами LIGO). Невдовзі після цього було виявлено гравітаційну хвилю GW170817 - єдину станом на 2024, яку також спостерігали класичними методами (оптичними, гамма-, рентгенівськими та радіотелескопами).
Virgo входить до Європейської гравітаційної обсерваторії – консорціуму, заснованого французьким Національним центром наукових досліджень (CNRS) та італійським Національним інститутом ядерної фізики (INFN). Ширша колаборація Virgo, що об'єднує близько 1000 членів у 20 країнах, керує детектором та визначає стратегію та політику його використання та модернізації. Колаборації LIGO та Virgo обмінюються даними з 2007 року, а з KAGRA — з 2019 року, утворюючи колаборацію LIGO-Virgo-KAGRA (LVK).

Європейські країни, організації яких входять до EGO та Virgo
Європейські країни, організації яких входять до Virgo

## Організація
Інтерферометром Virgo керує консорціум Європейської гравітаційної обсерваторії (EGO), який був створений у грудні 2000 року Французьким національним центром наукових досліджень (CNRS) та Національним інститутом ядерної фізики (INFN). Nikhef, Нідерландський інститут ядерної та високоенергетичної фізики, пізніше приєднався як спостерігач, а згодом став повноправним членом. EGO відповідає за об'єкт Virgo та забезпечує перевірку, технічне обслуговування, експлуатацію та модернізацію детектора. Як метонімія, місце розташування детектора іноді називають EGO, оскільки там знаходиться штаб-квартира консорціуму. Одна з цілей EGO — сприяти дослідженням гравітації в Європі. Між 2018 і 2024 роками бюджет EGO коливається від 9 до 11,5 мільйонів євро на рік, а в установі працювало близько 60 осіб.
Колаборація Virgo складається з усіх дослідників, які працюють над різними аспектами детектора. Станом на грудень 2024, до колаборації входили близько 940 членів, що представляли 165 установ у 20 країнах. Це включає установи у Франції, Італії, Нідерландах, Польщі, Іспанії, Бельгії, Німеччині, Угорщині, Португалії, Греції, Чехії, Данії, Ірландії, Монако, Швейцарії, Бразилії, Буркіна-Фасо, Китаї, Ізраїлі, Японії та Південній Кореї.
Колаборація Virgo є частиною більшої колаборації LIGO-Virgo-KAGRA (LVK), яка об'єднує вчених з інших великих гравітаційно-хвильових експериментів для спільного аналізу даних. Таке об'єднання кількох детекторів має вирішальне значення для виявлення гравітаційних хвиль. LVK розпочав свою діяльність 2007 року як колаборація LIGO-Virgo, а KAGRA приєднався 2019 року.

## Наукова мотивація

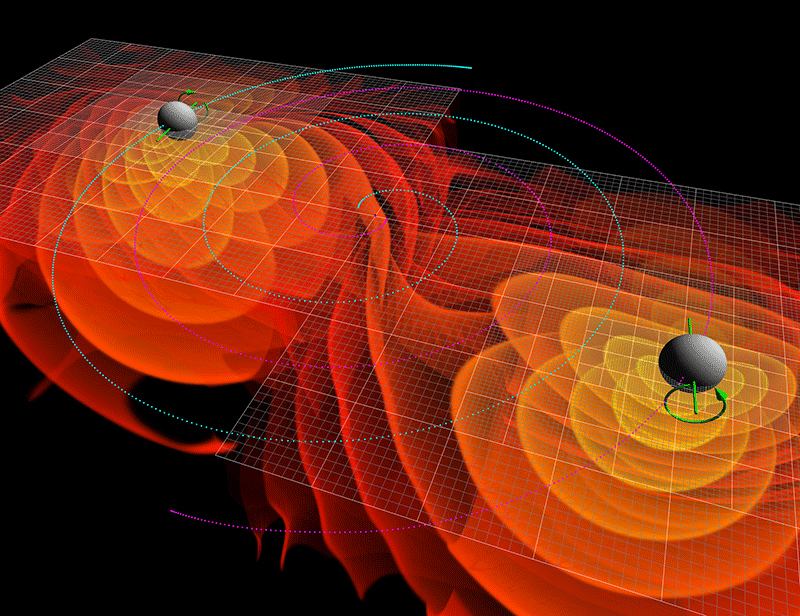
Комп'ютерне моделювання гравітаційних хвиль, випромінених під час розпаду орбіти та злиття двох чорних дір

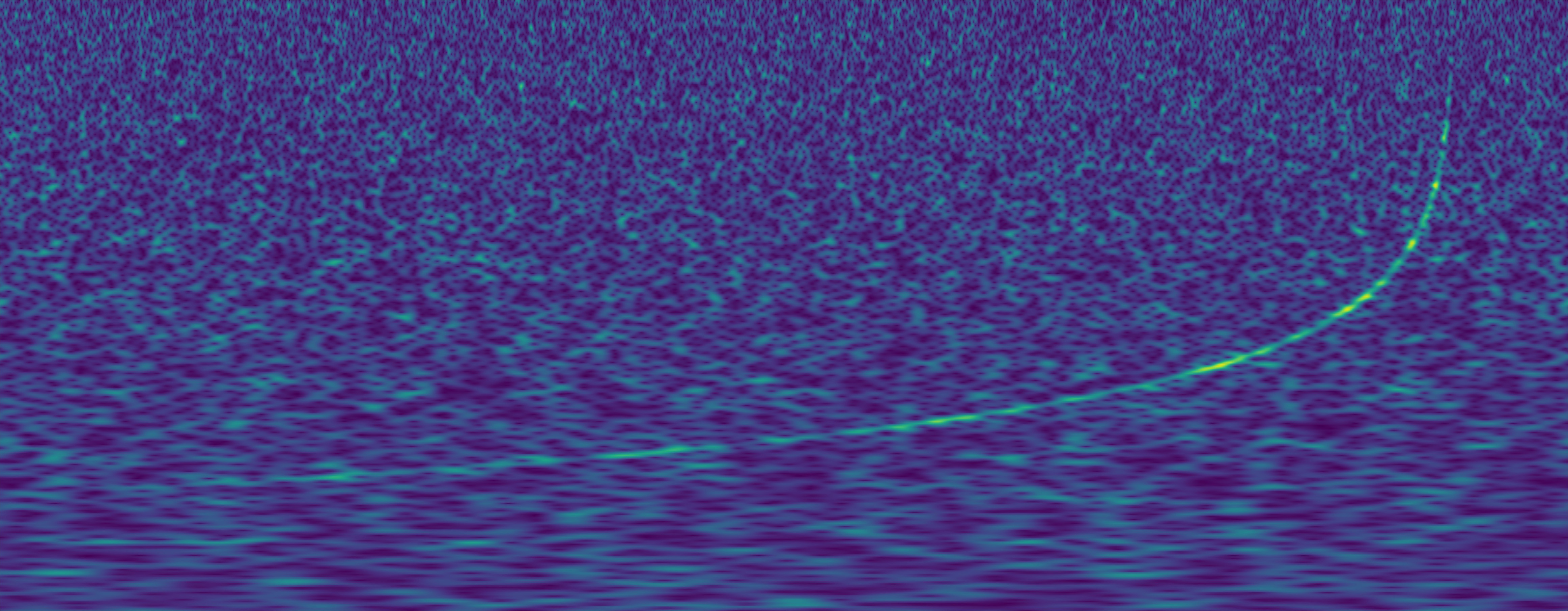
Типовий гравітаційно-хвильовий сигналу від події GW170817. Вісь x відображає час, а вісь y – частоту. Збільшення частоти з часом типове для гравітаційних хвиль від подвійних компактних об'єктів, а їхня форма в першу чергу залежить від маси об'єктів

Virgo призначена для пошуку гравітаційних хвиль, випромінених астрофізичними джерелами по всьому Всесвіту, які можна розділити на три типи:
- Транзієнтні джерела, тобто об'єкти, які можна виявити лише протягом короткого періоду. Основними джерелами в цій категорії є злиття подвійних чорних дір або нейтронних зір. Під час таких злиттів випромінюється швидко зростаючий сигнал, який стає помітним лише в останні секунди перед злиттям. Іншими можливими джерелами короткочасних гравітаційних хвиль є наднові, нестійкості в компактних астрофізичних об'єктах або екзотичні джерела, такі як космічні струни.
- Неперервні джерела, сигнал яких можна спостерігати протягом тривалого часу. Основними кандидатами є нейтронні зорі зі швидким обертанням (пульсари), які можуть випромінювати гравітаційні хвилі, якщо вони не є ідеально сферичними (наприклад, якщо на поверхні є крихітні «гори»).
- Стохастичний фон — це тип загалом неперервного сигналу, що розсіюється по великих ділянках неба, а не походить від одного джерела. Він може складатися з великої кількості нерозрізнених джерел з вищезазначених категорій або походити з ранніх моментів існування Всесвіту.

Виявлення гравітаційних хвиль від цих джерел — це новий спосіб спостереження астрономічних об'єктів, який часто дає нову й принципово іншу інформацію, ніж традиційні методи, такі як телескопи. Також гравітаційні хвилі дозволяють досліджувати фундаментальні властивості гравітації, таких як поляризація гравітаційних хвиль, можливе гравітаційне лінзування або перевірка загальної теорією відносності. Гравітаційні хвилі також дають спосіб вимірювання сталої Габбла.

## Історія
Проєкт Virgo був схвалений у 1992 році французькою CNRS, а наступного року — італійською INFN. Будівництво детектора розпочалося в 1996 році в Санто-Стефано-а-Мачерата в Кашині, біля Пізи, в Італії, і було завершено в 2003 році. Після кількох спостережень, під час яких гравітаційних хвиль не було виявлено, інтерферометр вимкнули в 2011 році для модернізації в рамках проєкту Advanced Virgo. Він знову розпочав спостереження у 2017 році та невдовзі після цього здійснив перші два виявлення разом із детекторами LIGO.

### Задум
Хоча концепцію гравітаційних хвиль представив Альберт Ейнштейн у 1916 році, серйозні проєкти з їх виявлення розпочалися лише наприкінці 1960-х років. Першими були стрижні Вебера, винайдені Джозефом Вебером; хоча вони теоретично могли виявляти гравітаційні хвилі, жоден з експериментів не увінчався успіхом. Однак вони спонукали до створення дослідницьких груп для пошуку гравітаційних хвиль.
Ідея великого інтерферометричного детектора почала набувати популярності на початку 1980-х років, а проєкт Virgo був розроблений італійським дослідником Адальберто Джацотто та французьким дослідником Аленом Бріє у 1985 році після їхньої зустрічі в Римі. Ключовою ідеєю, яка відрізняла Virgo від інших проєктів, було орієнтування на низькі частоти (близько 10 Гц), натомість як більшість проєктів зосереджувалися на вищих частотах (близько 500 Гц). Багато хто тоді вважав, що спостереження на низьких частотах неможливі, лише Франція й Італія розпочали роботу над проєктом, який вперше був запропонований у 1987 році. Назва Virgo була придумана невдовзі після цього й відносилась до скупчення галактик у сузір'ї Діви (лат. Virgo). Вона символізує мету проєкту – виявлення гравітаційних хвиль, утворених за межами нашої Галактики. Після схвалення CNRS та INFN будівництво інтерферометра розпочалося в 1996 році з метою початку спостережень до 2000 року.
Першою ціллю Virgo було безпосереднє спостереження гравітаційних хвиль, існування яких вже було опосередковано доведено тридцятирічним дослідженням подвійного пульсара 1913+16: спостережуване зменшення періоду обертання цього подвійного пульсара узгоджувалося з гіпотезою про те, що система втрачає енергію, випромінюючи гравітаційні хвилі.

### Початковий детектор Virgo
Детектор Virgo був вперше побудований, введений в експлуатацію та експлуатувався протягом 2000-х років, досягши очікуваної чутливості. Це підтвердило правильність конструктивних рішень та продемонструвало, що гігантські інтерферометри є перспективними пристроями для виявлення гравітаційних хвиль у широкому діапазоні частот. Цю фазу іноді називають «початковою Virgo» (англ. initial Virgo або original Virgo).
Будівництво початкового детектора Virgo було завершено в червні 2003 року, а потім, між 2007 і 2011 роками, після 4 років введення в експлуатацію, відбулося кілька періодів збору даних («наукових запусків», англ. science runs). Деякі з запусків були виконані за спільно з двома детекторами LIGO (які розташовані в Генфорді, штат Вашингтон, та в Лівінгстоні, штат Луїзіана). У 2010 році детектор зупинили на кілька місяців для модернізації системи підвіски Virgo, а оригінальні сталеві троси підвіски замінили скловолокном для зменшення теплового шуму. Навіть після кількох місяців збору даних за допомогою модернізованої системи підвіски, гравітаційних хвиль не спостерігалося, й у вересні 2011 детектор вимкнули для встановлення його вдосконалення до Advanced Virgo.

### Advanced Virgo

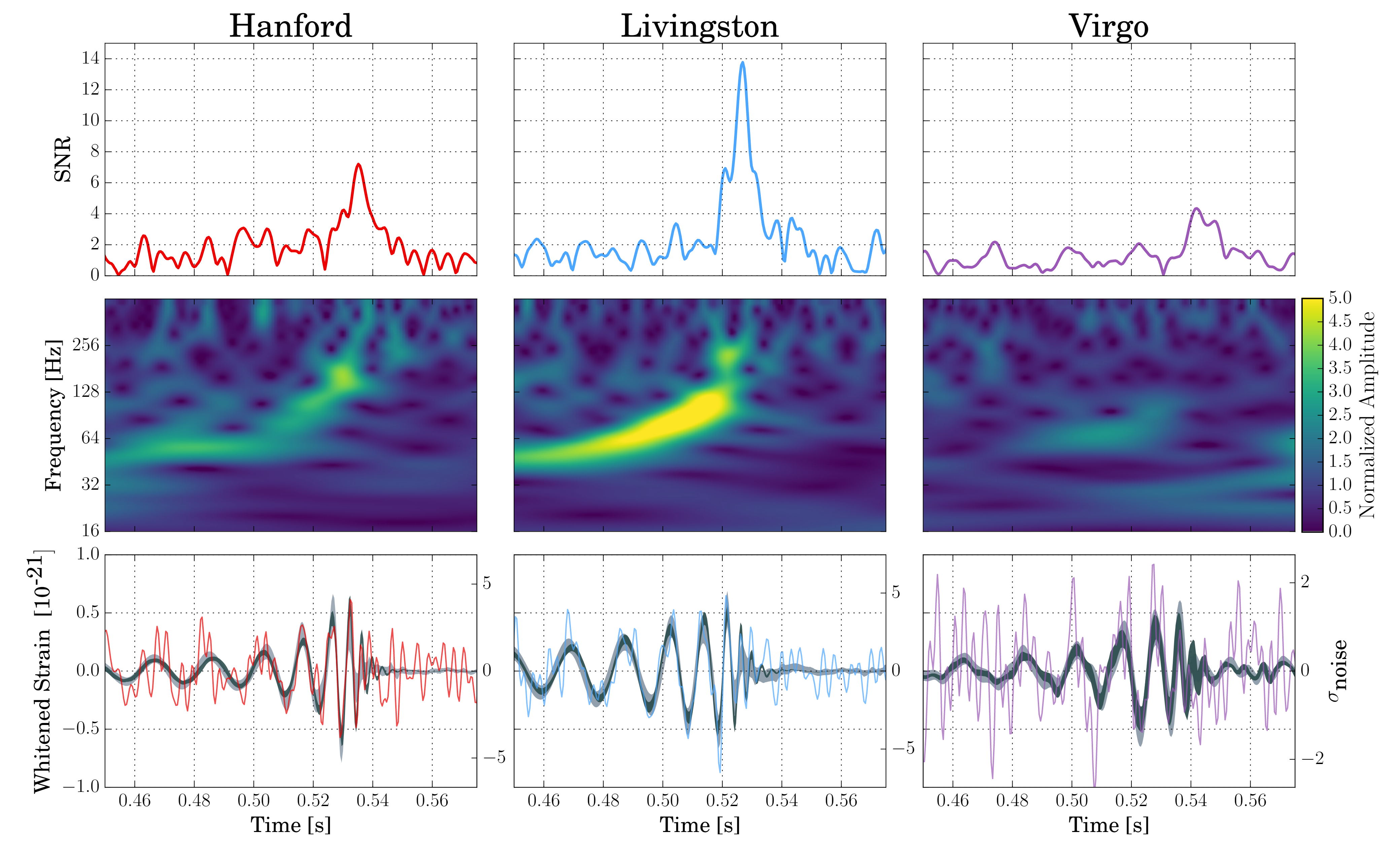
Перше пряме виявлення гравітаційної хвилі апаратом Virgo 14 серпня 2017 року (GW170814)

Детектор Advanced Virgo мав на меті збільшити чутливість (і відстань, з якої можна виявити сигнал) в 10 разів, що дозволило б йому досліджувати об'єм Всесвіту в 1000 разів більший і підвищило б імовірність виявлення гравітаційних хвиль. Він скористався досвідом, отриманим з початковим детектором, та його технологічними досягненнями.
Advanced Virgo зберіг ту саму вакуумну інфраструктуру, що й початковий Virgo, але решта інтерферометра була модернізована. На обох кінцях кожного плеча додали чотири додаткові кріопастки для уловлювання залишкових частинок, що надходять із дзеркальних веж. Нові дзеркала були більшими, діаметром 35 см та вагою 40 кг, а їхні оптичні характеристики були покращені. Оптичні елементи, що використовувалися для керування інтерферометром, знаходилися у вакуумі на підвісних кріпленнях. Для корекції аберацій дзеркала встановили систему адаптивної оптики. За початковим планом, потужність лазера мала досягти 200 Вт:75.
2016 року Advanced Virgo розпочав процес введення в експлуатацію, а 1 серпня 2017 року він приєднався до двох детекторів LIGO, які на той час вже пройшли аналогічні оновлення до Advanced LIGO та виконали своє перше виявлення гравітаційних хвиль у 2015 році. Спостережні запуски для ери вдосконалених (англ. advanced) детекторів плануються колаборацією LVK з метою максимізації часу спостережень з кількома детекторами та позначені як O1, O2, O3 і т.д. Virgo почав брати участь у них ближче до кінця запуску O2. 14 серпня 2017 року LIGO та Virgo виявили сигнал GW170814, про що було повідомлено 27 вересня того ж року. Це було перше злиття подвійних чорних дір, виявлене як LIGO, так і Virgo, і перше для Virgo.
Гравітаційну хвилю GW170817 LIGO та Virgo виявили 17 серпня 2017 року. Сигнал, що виник в останні хвилини злиття двох нейтронних зір, був першим спостережуваним злиттям подвійної нейтронної зорі й першим спостереженням гравітаційної хвилі, підтвердженим негравітаційними засобами. Також вдалося зареєструвати гамма-спалах, що виник у результаті цього злиття, а пізніше оптичні телескопи виявили кілонову, що відповідає цьому злиттю.
Після подальших модернізацій, Virgo розпочав свій третій спостережний запуск (O3) у квітні 2019 року. Програма спостережень, запланована на один рік, завершилася достроково 27 березня 2020 року через пандемію COVID-19.
Оновлення після O3 є частиною програми Advanced Virgo+, розділеної на два етапи; перший передує запуску O4, а другий передує запуску O5. Перший етап був зосереджений на зменшенні квантового шуму шляхом впровадження потужнішого лазера, покращення стиснення, запровадженого в O3, та впровадження нової техніки, відомої як рециркуляція сигналу. Також навколо дзеркал встановили сейсмічні датчики. На другому етапі оновлення планують зменшити тепловий шум дзеркала, змінивши геометрію лазерного променя для збільшення його розміру на дзеркалах (розподіливши енергію на більшій площі й таким чином знизивши температуру) та покращивши покриття дзеркал; торцеві дзеркала стануть більшими, що вимагатиме вдосконалення підвіски. Також на другому етапі планують подальші вдосконалення пригнічення квантового шуму.
Четвертий спостережний запуск (O4) мав розпочатися у травні 2023 року, однак Virgo через технічні труднощі не встиг приєднатися до першої частини запуску O4, так званої O4a. 10 квітня 2024 він приєднався до другої частини запуску (O4b), а 28 січня 2025 року - до третьої його частини (O4c).

### Майбутнє
Після запуску O4 детектор знову вимкнуть для модернізації, зокрема для покращення дзеркального покриття. П'ятий спостережний пробіг (O5) планують розпочати ближче до кінця 2027 року.
Офіційних планів щодо майбутнього Virgo після періоду O5 не оголошено, хоча запропоновані проєкти подальшого вдосконалення детекторів. Ці плани відомі як проєкт Virgo_nEXT.

## Конструкція

### Принцип роботи

Принципова схема детектора Virgo.

У загальній теорії відносності гравітаційна хвиля — це збурення простору-часу, яке поширюється зі швидкістю світла. Це трохи викривляє простір-час, змінюючи час руху світла. Це можна виявити за допомогою інтерферометра Майкельсона, в якому лазерний промінь розділяється на два промені, що рухаються в перпендикулярних напрямках і відбиваються від дзеркала на кінці кожного плеча. Коли проходить гравітаційна хвиля, вона по-різному змінює час руху двох променів. Потім два промені поєднуються, і результуючу інтерферометричну картину вимірює фотодіод. Оскільки індукована деформація надзвичайно мала, доводиться дуже ретельно забезпечувати точність положення дзеркала, стабільність лазера, вимірювання та ізоляцію від зовнішнього шуму.

### Лазерна та інжекційна система

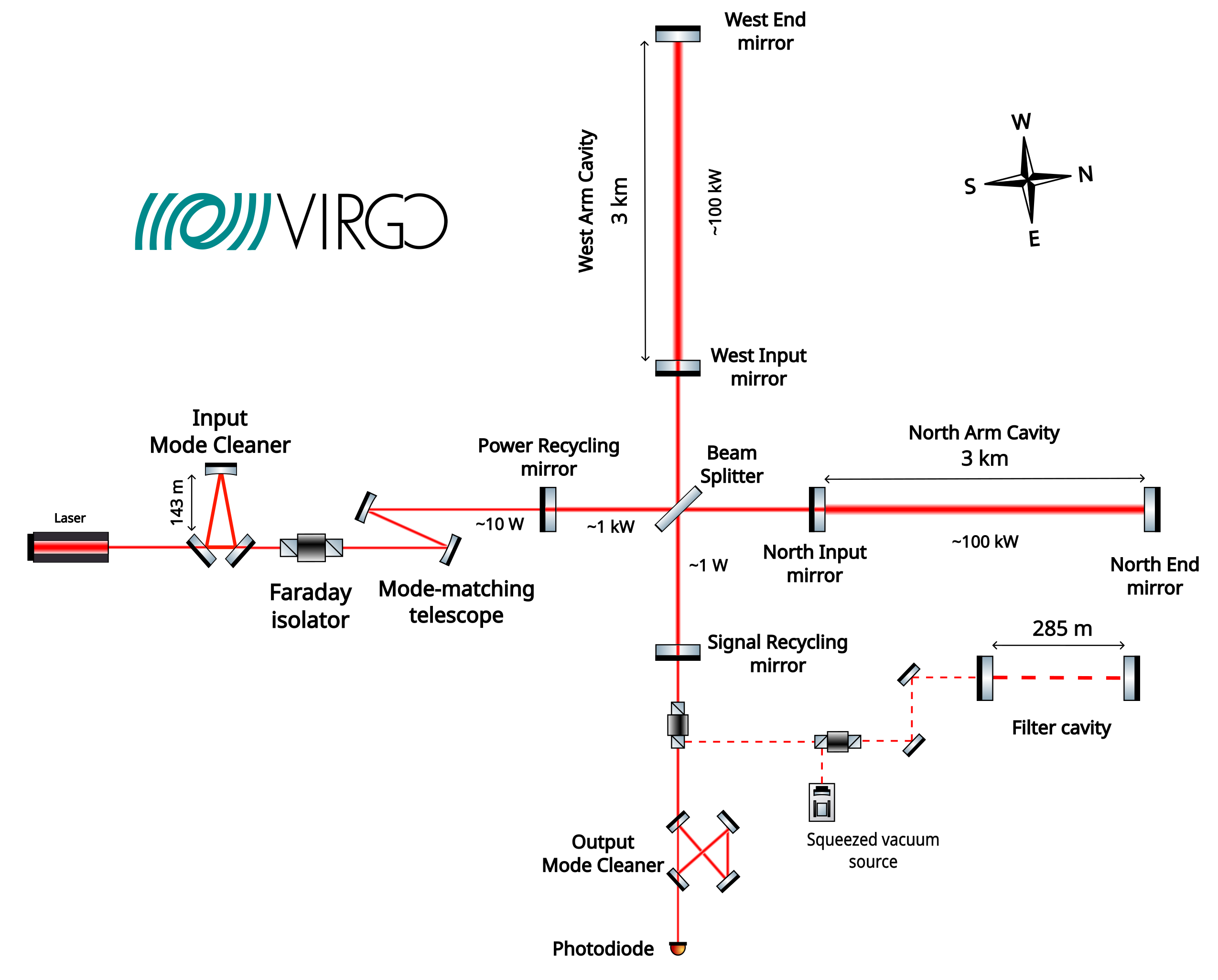
Схема інтерферометра Virgo під час спостережного циклу O4 (2023–2024), включно з дзеркалом повторного зчитування сигналу та фільтрувальною порожниною, яких не було в попередньому циклі. Значення потужності лазера є орієнтовними.

Лазер, джерело світла інструменту, має бути потужним та стабільним за частотою та амплітудою. Щоб відповідати цим вимогам, промінь починається з малопотужного, стабільного лазера. Світло від лазера проходить крізь кілька підсилювачів, які збільшують його потужність у 100 разів. Остання конфігурація початкового детектора Virgo мала вихідна потужність 50 Вт, після покращень Advanced Virgo під час запуску O3 потужність досягла 100 Вт, а на початку пробігу O4 вона має досягти 130 Вт. Оригінальний детектор Virgo мав лазерну систему master/slave, де лазер-господар (master) використовується для стабілізації потужного лазера-раба (slave); лазером-господарем був Nd:YAG-лазер, а рабом — Nd:YVO4-лазер. У конструкції Advanced Virgo використовується волоконний лазер з каскадом підсилення, також виготовленим з волокон, для підвищення надійності системи; її остаточна конфігурація планується таким чином, щоб поєднувати світло двох лазерів для досягнення необхідної потужності:87. Довжина хвилі лазера становить 1064 нм.
Цей лазерний промінь потрапляє в інтерферометр після проходження через інжекційну систему, яка забезпечує його стабільність, коригує форму та потужність променя, а також точно позиціонує його для входу в інтерферометр. Інжекційна система включає вхідний модовий фільтр — 140-метрів-довгу (460 фут) оптичну порожнину, яка покращує якість променя: стабілізує його частоту, усуває небажані моди поширення світла та зменшує вплив розбалансування лазера. Також у неї входить ізолятор Фарадея, що запобігає зворотному проходженню світла до лазера, і телескоп узгодження мод, який адаптує розмір і положення променя перед його входом в інтерферометр.:93–96

### Дзеркала

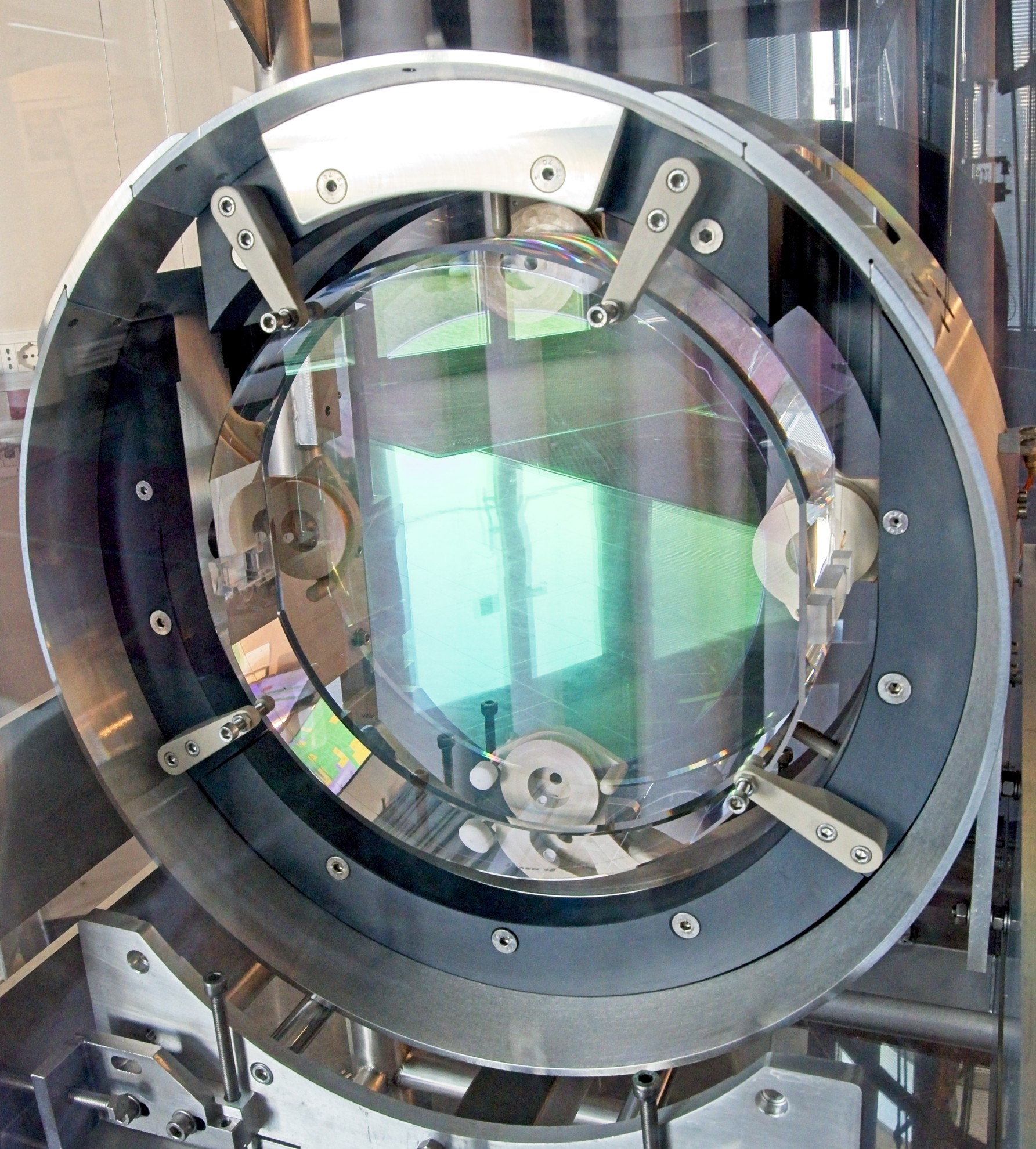
Дзеркало з початкового детектора Virgo, наразі експозиційний зразок на території комплексу Virgo

Великі дзеркала в кожному плечі інтерферометра є його найважливішими оптичними елементами. До них належать два кінцеві дзеркала, розташовані на кінцях 3-кілометрових плечей інтерферометра, а також два вхідні дзеркала, встановлені поблизу початку кожного плеча. Ці дзеркала утворюють резонансну оптичну порожнину в кожному плечі, де світло багаторазово відбивається, перш ніж повернутись до світлороздільника. Це максимізує вплив сигналу на лазерний промінь та дозволяє збільшити потужність світла, яке циркулює в плечах.
Ці дзеркала (спроєктовані спеціально для Virgo) є циліндрами діаметром 35 см і завтовшки 20 см:173, виготовленими з надзвичайно чистого скла. Під час виготовлення дзеркала полірують до атомного рівня, щоб запобігти розсіюванню (та втраті) світла. Потім на них наносять дзеркальне покриття — Браґґівський відбивач, виготовлений методом іонно-променевого напилення. Кінцеві дзеркала в плечах відбивають майже все падаюче світло, з втратою менше 0,002 % при кожному відбитті.
У фінальній конфігурації використовуються також два додаткових дзеркала:
- Дзеркало підсилення потужності, розташоване між лазером і світлороздільником. Оскільки більшість світла відбивається у напрямку лазера після повернення до світлороздільника, це дзеркало повторно вводить світло в головний інтерферометр, збільшуючи потужність у плечах.
- Дзеркало повторного використання сигналу, розміщене на виході інтерферометра, повертає частину сигналу назад в інтерферометр (його пропускання становить приблизно 40 %), утворюючи ще одну порожнину. Невеликі зміни у положенні цього дзеркала дозволяють зменшити квантовий шум в одній частині діапазону частот і збільшити його в іншій, що дає змогу налаштовувати інтерферометр на певні частоти. Планується використовувати широкосмугову конфігурацію, яка зменшує шум на високих і низьких частотах, але збільшує його на середніх. Особливий інтерес становить зменшення шуму на високих частотах для дослідження сигналів безпосередньо до та після злиття компактних об'єктів[51][27].

### Суператенюатори

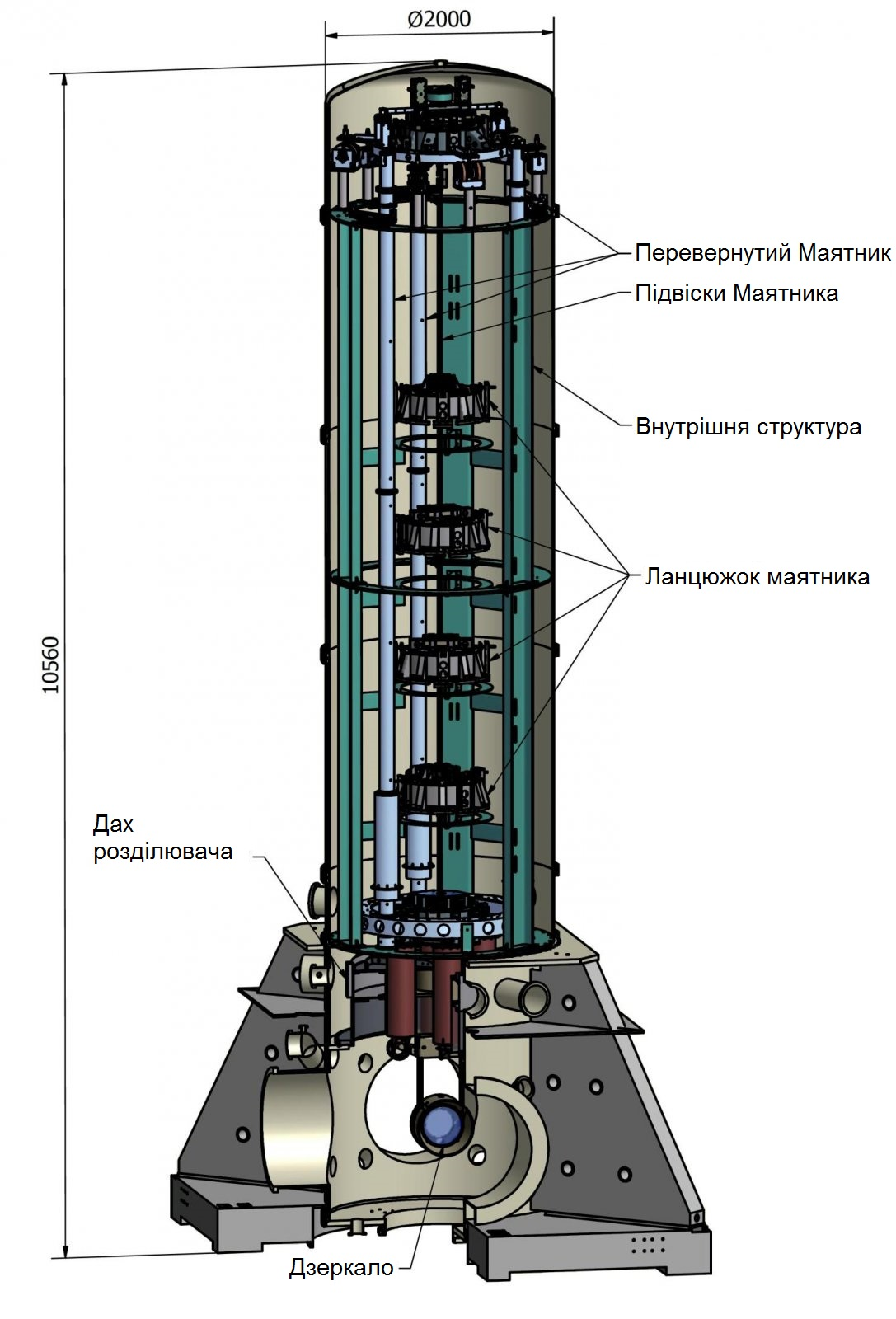
Дзеркало Virgo підтримується у вакуумі суператенюатором, який приглушує сейсмічні коливання. Це ланцюг маятників, підвішених до верхньої платформи та встановлених на трьох опорах, закріплених у ґрунті, утворюючи інверсний маятник. Сейсмічні коливання з частотою понад 10 Гц зменшуються більш ніж у 10^{12} разів, і положення дзеркала контролюється.

Щоб зменшити сейсмічний шум, який може передаватися до дзеркал, спричиняючи їх коливання та маскуючи потенційні гравітаційно-хвильові сигнали, дзеркала підвішені за допомогою складної системи. Основні дзеркала утримуються чотирма тонкими волокнами з діоксиду кремнію, які прикріплені до серії демпферів. Цей суператенюатор, висотою майже 8 метрів (26 фут), розміщений у вакуумі. Суператенюатори зменшують збурення дзеркал і дозволяють точно керувати їх положенням та орієнтацією. Оптична платформа з інжекційною оптикою, яка формує лазерний промінь, як і оптичні столи для детектування світла, також підвішені у вакуумі, щоб зменшити вплив сейсмічного та акустичного шуму. У конфігурації Advanced Virgo апаратура, що використовується для виявлення гравітаційно-хвильових сигналів і керування інтерферометром (фотодіоди, камери та електроніка), розміщена на декількох платформах, підвішених у вакуумі:477.
Конструкція суператенюатора базується на пасивному зменшенні сейсмічного шуму шляхом послідовного з’єднання кількох маятників, кожен з яких є гармонічним осцилятором. Вони мають резонансну частоту (що зменшується зі збільшенням довжини маятника), вище якої шум приглушується; ланцюг маятників зменшує шум на дванадцять порядків, вводячи резонансні частоти, вищі за частоту одного довгого маятника. Найвища резонансна частота становить близько 2 Гц, що забезпечує ефективне зменшення шуму починаючи з 4 Гц:416 і досягає необхідного рівня для виявлення гравітаційних хвиль приблизно при 10 Гц. Система має обмеження: шум у резонансному діапазоні (нижче 2 Гц) не фільтрується й може спричиняти великі коливання; це компенсується активною системою демпфування, яка використовує датчики для вимірювання сейсмічного шуму та виконавчі механізми для керування суператенюатором з метою його приглушення.

### Система детекції
Частина світла з резонаторів плечей інтерферометра спрямовується до системи детекції за допомогою розділювача променя. Інтерферометр працює поблизу «темної смуги» — стану, за якого лише невелика кількість світла потрапляє на вихід; більша частина світла повертається назад до входу, де його збирає дзеркало повторного закачування потужності. Частина цього світла відбивається дзеркалом повторного закачування сигналу, решта потрапляє до системи детекції.
Спершу світло проходить через вихідний модовий фільтр, який усуває «вищі моди» (світло, що поширюється небажаним чином, зазвичай через дрібні дефекти дзеркал), після чого воно потрапляє на фотодіоди, які вимірюють інтенсивність світла. Вихідний модовий фільтр і фотодіоди підвішені у вакуумі.

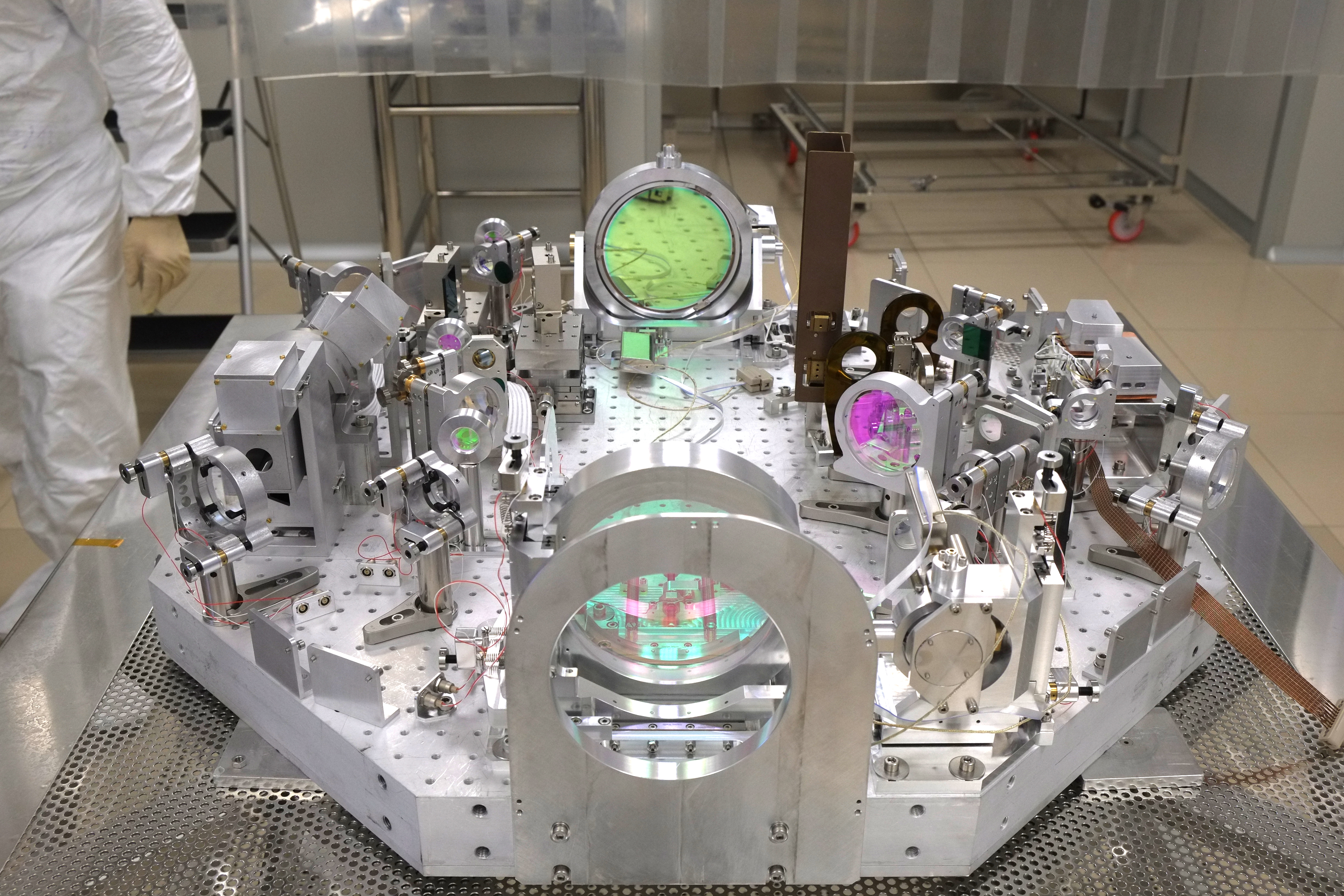
Стенд детекції інтерферометра Virgo до встановлення у квітні 2015 року. Його ширина — 88 см; він містить вихідний модовий фільтр, а фотодіод розміщено на іншому стенді.

Під час третього наукового запуску (O3) було впроваджено джерело стисненого вакууму для зменшення квантового шуму, який є одним із основних обмежень чутливості. При заміні звичайного вакууму на стиснений зменшуються флуктуації однієї з величин за рахунок збільшення флуктуацій іншої, згідно з принципом невизначеності Гейзенберга. У Virgo цими величинами є амплітуда та фаза світла. Стиснений вакуум було запропоновано у 1981 році Карлтоном Кавзом на ранніх етапах розвитку детекторів гравітаційних хвиль.
Під час O3 було реалізовано частотно-незалежне стискання — стискання, яке є однаковим на всіх частотах, зменшує шум пострілу (домінує на високих частотах) і збільшує шум від тиску випромінювання (домінує на низьких частотах, але не обмежує чутливість детектора). Завдяки впровадженню стисненого вакууму квантовий шум було знижено на 3,2 дБ на високих частотах, а діапазон детектора збільшився на 5–8 %.
Складніші стиснені стани створюються завдяки комбінації технологій O3 з новою фільтрувальною резонаторною камерою довжиною 285 м. Ця технологія, відома як частотно-залежне стискання, дозволяє зменшити шум пострілу на високих частотах (де шум тиску випромінювання незначний) і зменшити шум тиску випромінювання на низьких частотах (де шум пострілу є незначним).

### Інфраструктура
З повітря детектор Virgo має «Г»-подібну форму з двома перпендикулярними плечами довжиною по 3 км (1,9 миля). У місці перетину плечей розташована центральна будівля, у якій знаходяться основні компоненти Virgo, включаючи лазер, світлорозділювач і вхідні дзеркала. Уздовж західного плеча розміщено коротшу порожнину та пов’язану з нею будівлю, що містить вхідний мод-клінер. Кінцеві дзеркала розміщені в окремих будівлях на кінці кожного плеча. Південніше західного плеча знаходяться додаткові споруди, у яких розташовані офіси, майстерні, обчислювальний центр і приміщення для керування інструментом.
У «тунелях» плечей розміщено труби, по яких у вакуумі проходять лазерні пучки. Virgo є однією з найбільших в Європі установок надвисокого вакууму з об'ємом 6800 м3. Два плеча довжиною по 3 км (1,9 миля) виготовлені з довгої сталевої труби діаметром 1,2 м (3 фут 11 дюйм), у якій залишковий тиск становить приблизно одну тисячну мільярдної частини атмосфери (що в 100 разів менше, ніж у початковому Virgo). Залишкові молекули газу, переважно водень і вода, мають незначний вплив на хід лазерних променів:525. Великі вакуумні клапани розміщені на кінцях плечей, що дозволяє проводити роботи у вакуумних вежах дзеркал, не порушуючи надвисокого вакууму у всьому плечі. Вежі, які містять дзеркала й демпфери, поділені на дві секції з різними тисками. Труби проходять через процес, відомий як випікання: їх нагрівають до 150 °C (302 °F), щоб видалити небажані частинки з поверхні; хоча вежі також випікалися у початковій конструкції Virgo, тепер для запобігання забрудненню використовуються кріогенні пастки:526.
Через високу потужність інтерферометра його дзеркала піддаються впливу нагрівання лазером (незважаючи на надзвичайно низьке поглинання). Це може спричинити деформацію поверхні через розширення або зміну показника заломлення підкладки, що призводить до втрат потужності та спотворення сигналу. Для компенсації цих ефектів застосовується система термічної компенсації (англ. Thermal Compensation System, TCS), яка включає датчики фронту хвилі Гартмана, що вимірюють оптичні аберації за допомогою допоміжного джерела світла, і два актуатори: лазери CO2 (які нагрівають частини дзеркала для корекції дефектів) та кільцеві нагрівачі, які регулюють радіус кривизни дзеркала. Система також виправляє «холодні дефекти» — постійні дефекти, які виникли під час виготовлення дзеркал:187–188. Під час третього наукового запуску (O3) система TCS збільшила потужність усередині інтерферометра на 15% і зменшила втрати потужності вдвічі.

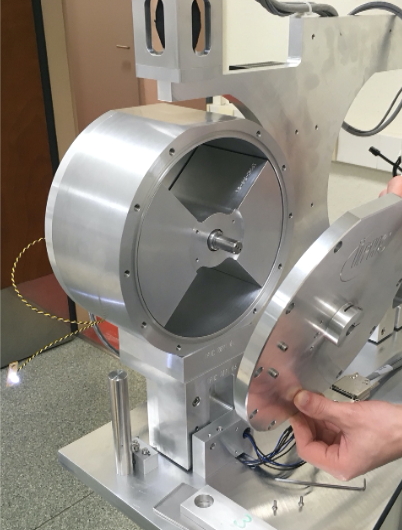
Ньютонівський калібратор (NCal) перед установленням на детекторі. Декілька таких пристроїв розміщуються поблизу дзеркала; обертання ротора створює змінну гравітаційну силу, яка спричиняє контрольований рух дзеркала.

Іншим важливим компонентом є система придушення стороннього світла (будь-яке світло, що виходить за межі передбаченого шляху інтерферометра внаслідок розсіювання на поверхні або небажаного відбиття). Рекомбінація стороннього світла з основним пучком інтерферометра може стати суттєвим джерелом шуму, яке часто складно виявити та змоделювати. Більшість заходів зменшення стороннього світла полягає у використанні поглинальних пластин (відомих як заслінки), розміщених поблизу оптичних елементів і всередині труб; додатково вживаються заходи, щоб запобігти впливу заслінок на роботу інтерферометра.
Калібрування необхідне для оцінки чутливості детектора до гравітаційних хвиль та коректного відтворення сигналу. Воно включає контрольований рух дзеркал і вимірювання результату. У початкову епоху Virgo калібрування здійснювалося переважно за допомогою маятника, на якому підвішене дзеркало, — на нього впливали котушками, створюючи магнітне поле, що взаємодіяло з магнітами, прикріпленими до маятника. Цей метод використовувався до кампанії O2. У кампанії O3 основним методом стало фотонне калібрування (PCal), яке раніше використовувалося як додаткове для перевірки результатів. Воно використовує допоміжний лазер для зміщення дзеркала за допомогою тиску випромінювання. Метод, відомий як ньютонівське калібрування (NCal), був упроваджений наприкінці кампанії O2 для перевірки результатів PCal; він базується на гравітаційному впливі обертової маси, розміщеної на певній відстані від дзеркала. На початку другої частини кампанії O4 ньютонівське калібрування стало основним методом завдяки кращій продуктивності порівняно з PCal. Водночас PCal досі використовується для перевірки результатів NCal та дослідження вищих частот, недоступних для NCal.
Інструмент потребує ефективної системи збору даних, яка керує даними, що знімаються з виходу інтерферометра та з датчиків на майданчику, зберігаючи їх у файли та розповсюджуючи для аналізу. Для цього були розроблені спеціальні електронні пристрої та програмне забезпечення.

#### Джерела шуму

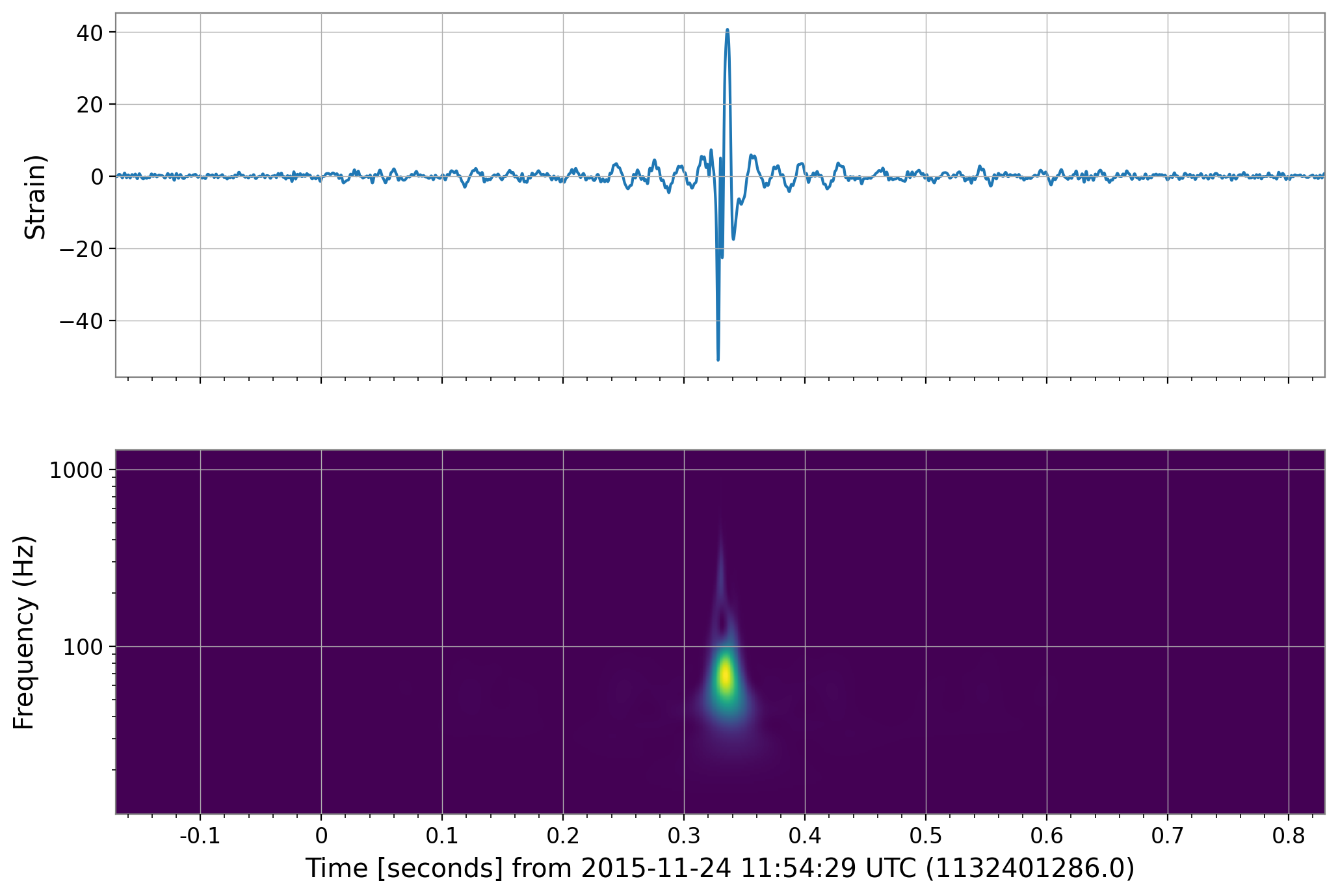
Збій типу «Koi fish» у даних LIGO Hanford за 2015 рік. Вгорі — вихід детектора (деформація) як функція часу, внизу — розподіл потужності за частотами. Походження цього типу збою невідоме; він охоплює широкий діапазон частот і має характерні «плавники» на нижчих частотах.

#### Чутливість детектора

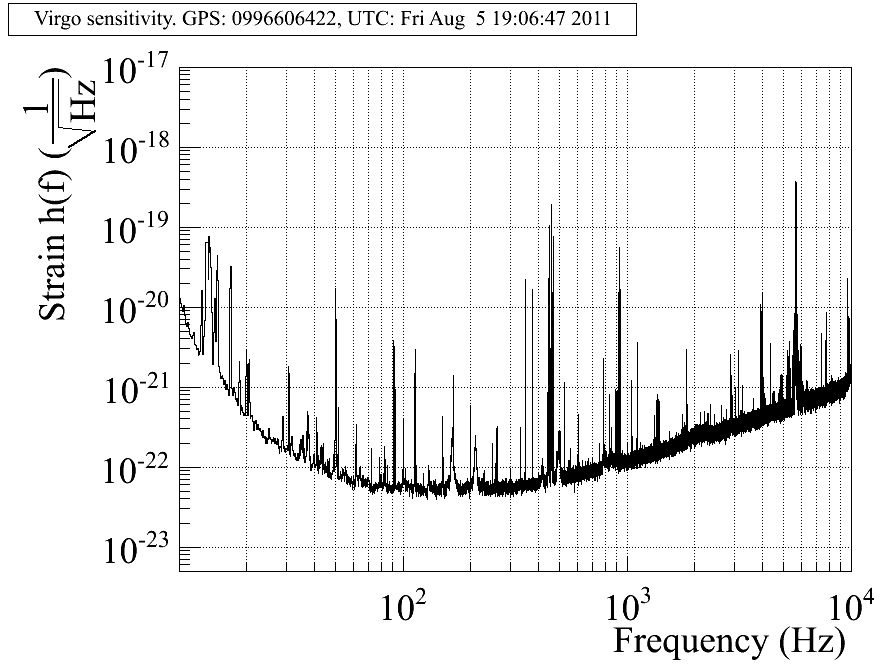
Крива чутливості детектора Virgo в діапазоні від 10 Гц до 10 кГц, обчислена у серпні 2011 року. Її форма типова: на низьких частотах домінує тепловий шум підвісу дзеркала, а на високих — шум фотонного пострілу лазера. Між ними спостерігаються резонанси та інструментальні шуми, включаючи 50-герцовий струм і його гармоніки.

## Наукові результати

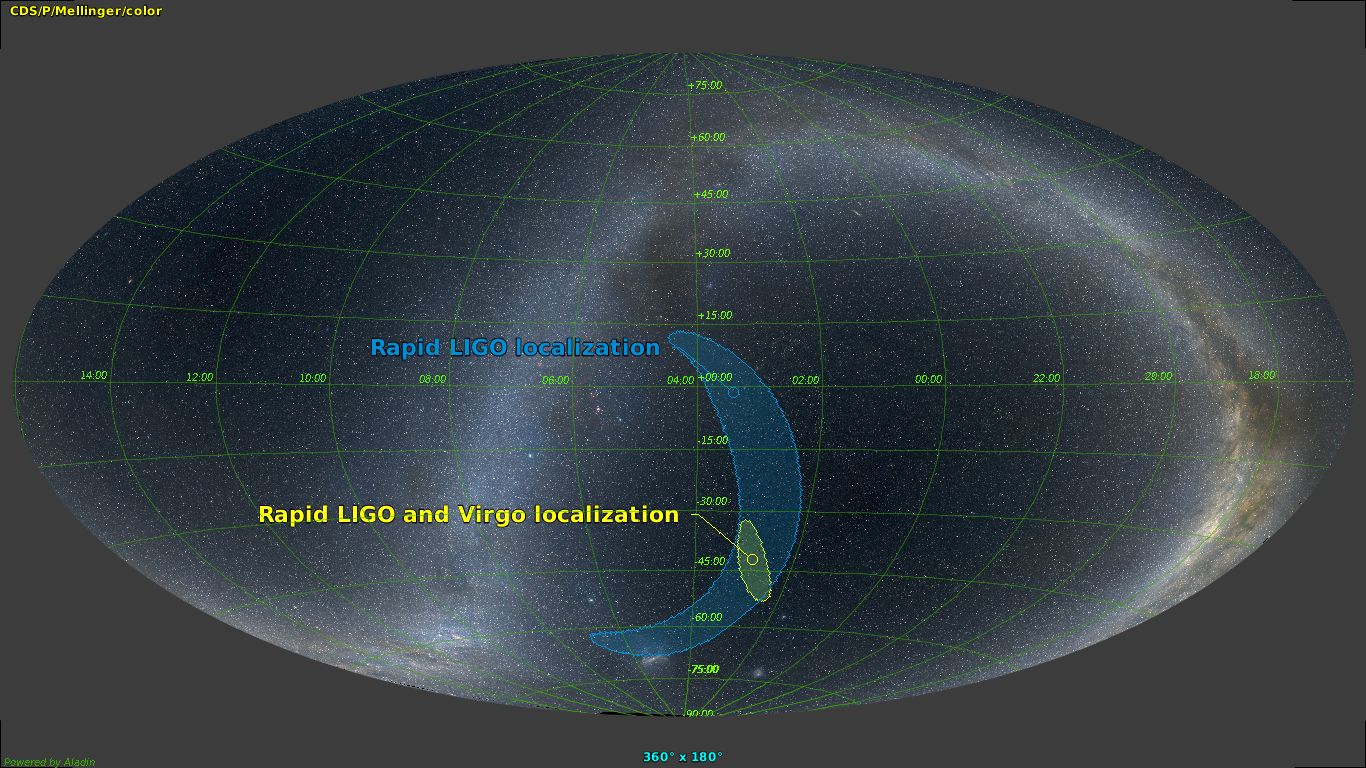
Локалізація на небі події GW170814 із двома детекторами LIGO та повною мережею. Додавання Virgo дозволило значно точніше визначити місце події.

## Галерея

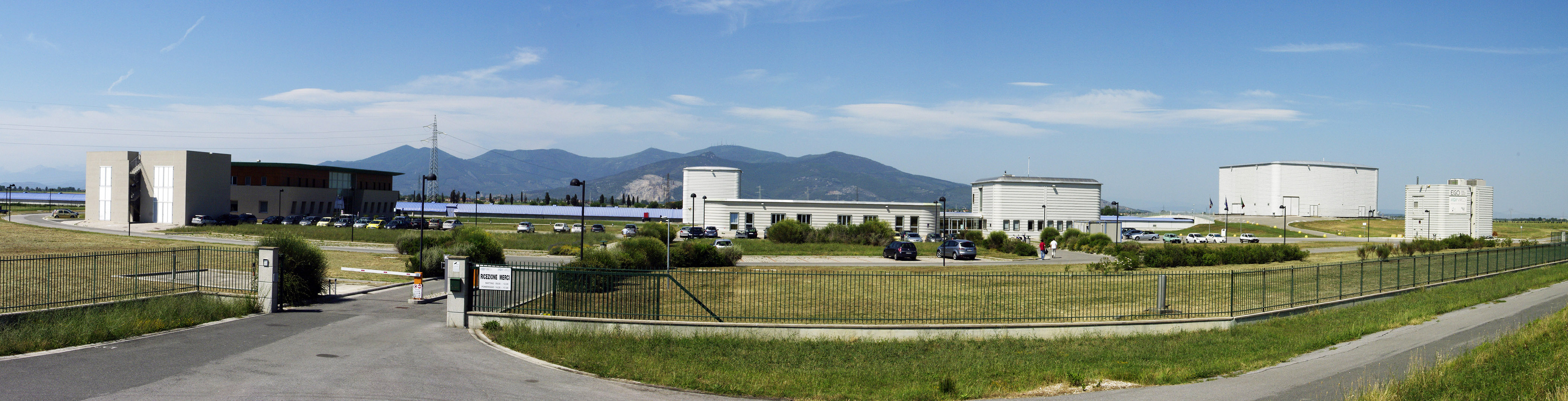
Огляд місцерозташування Virgo.
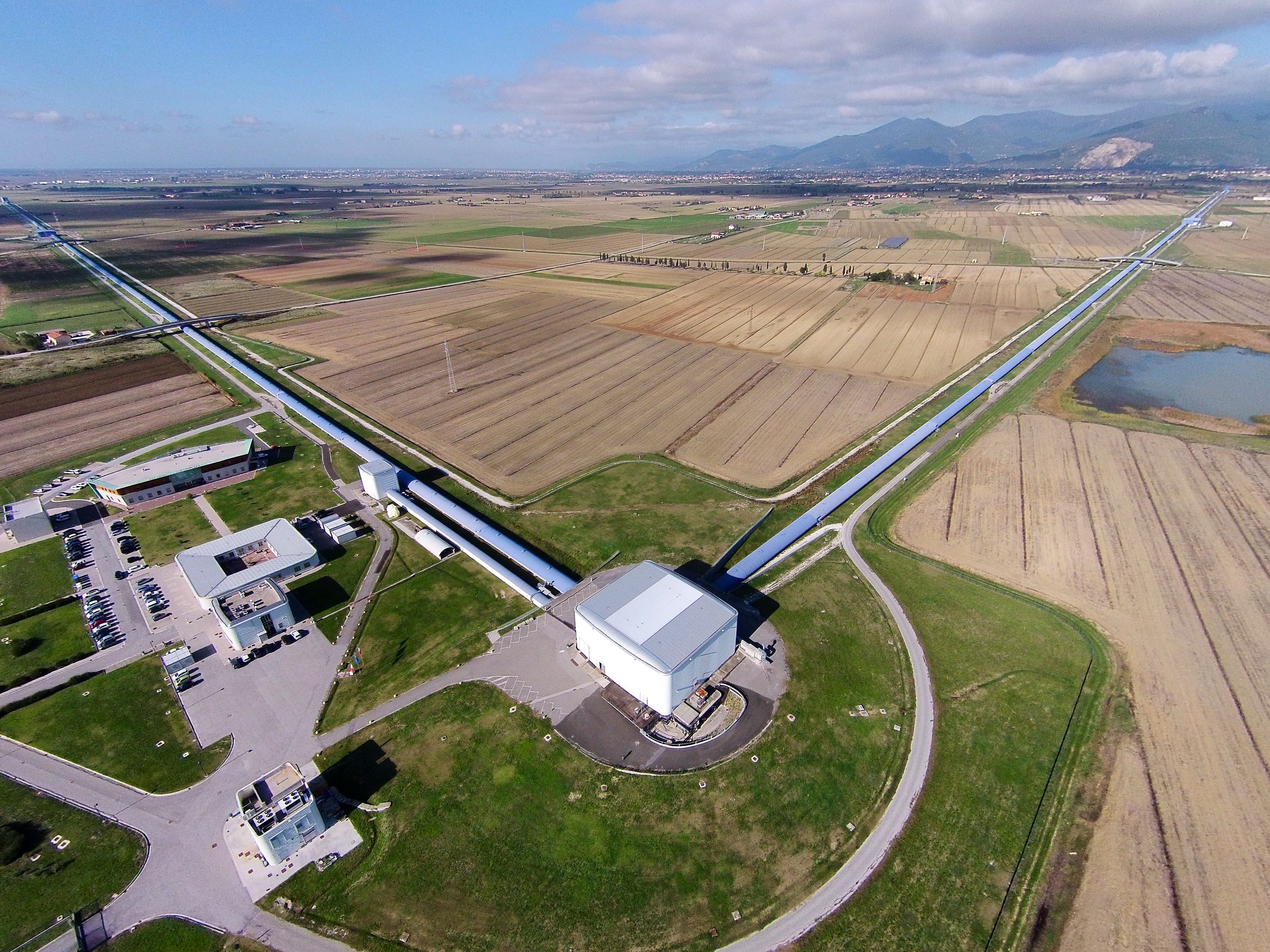
Вид з повітря на детектор Virgo.
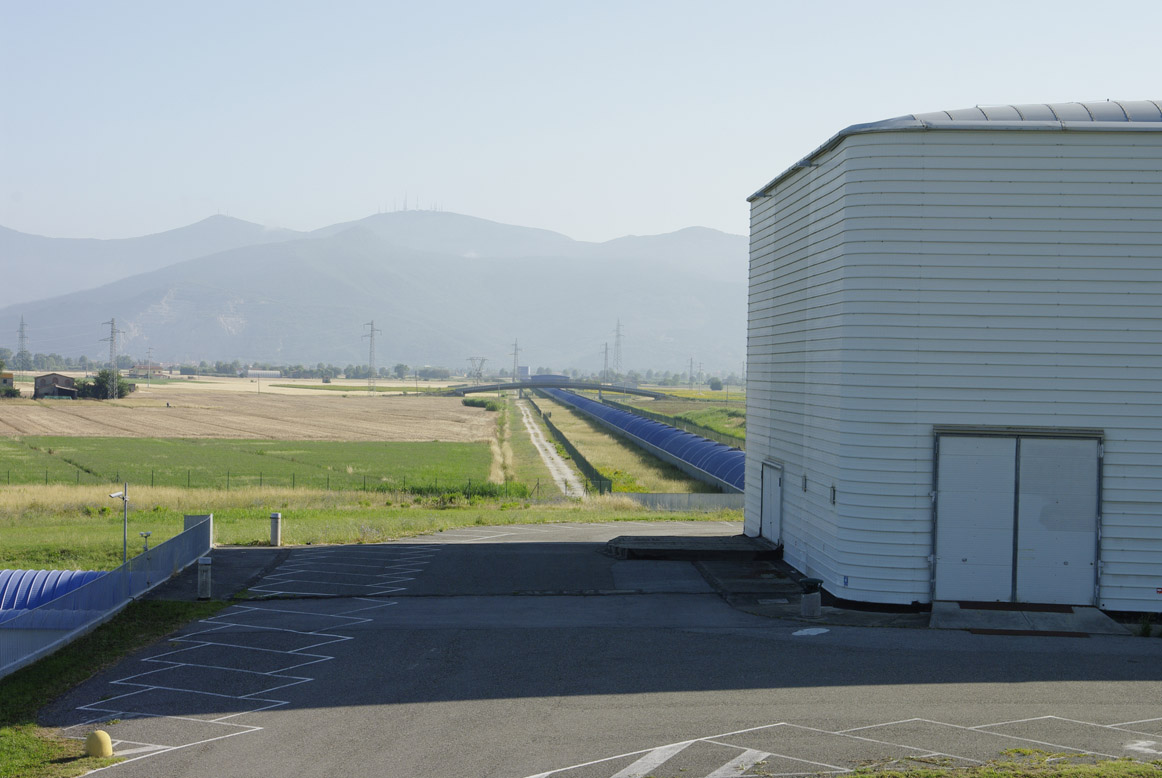
Початок північного рукава Virgo; на передньому плані праворуч, центральна будівля.
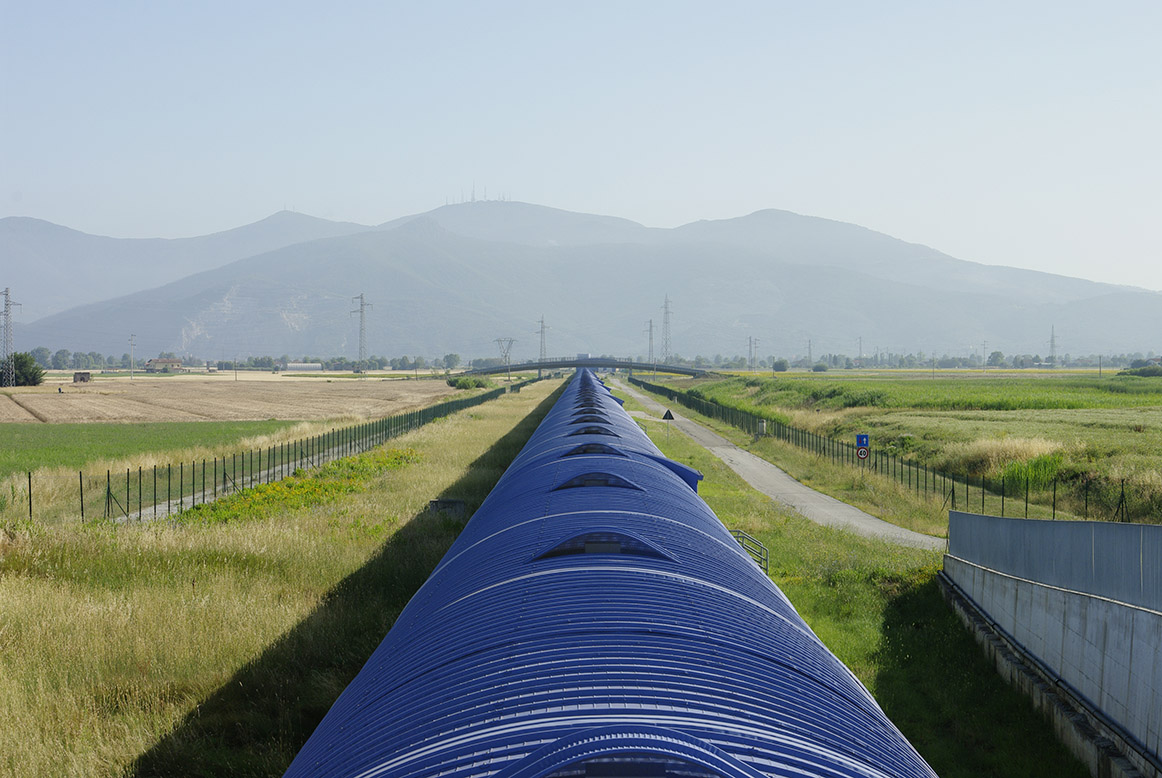
Вид на 3-кілометровий північний рукав Virgo.
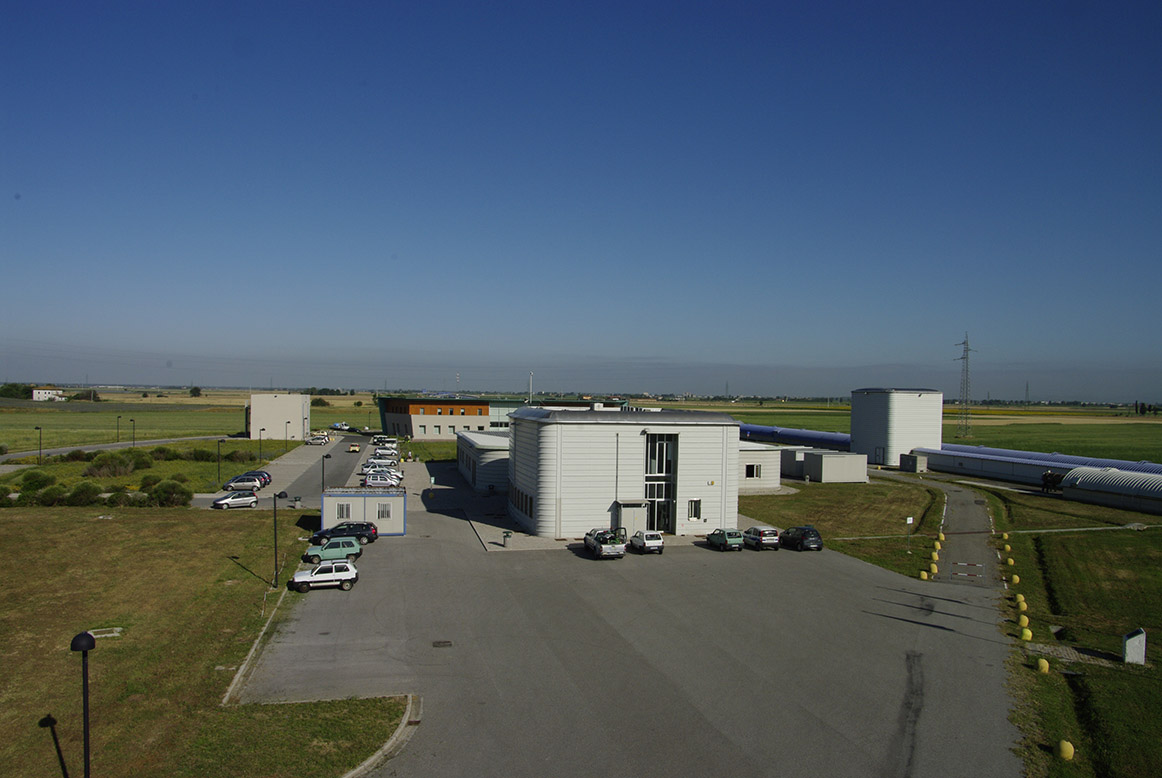
Місцерозташування Virgo, на передньому плані будівля, в якій знаходиться приміщення управління детектором і місцевий комп'ютерний центр.
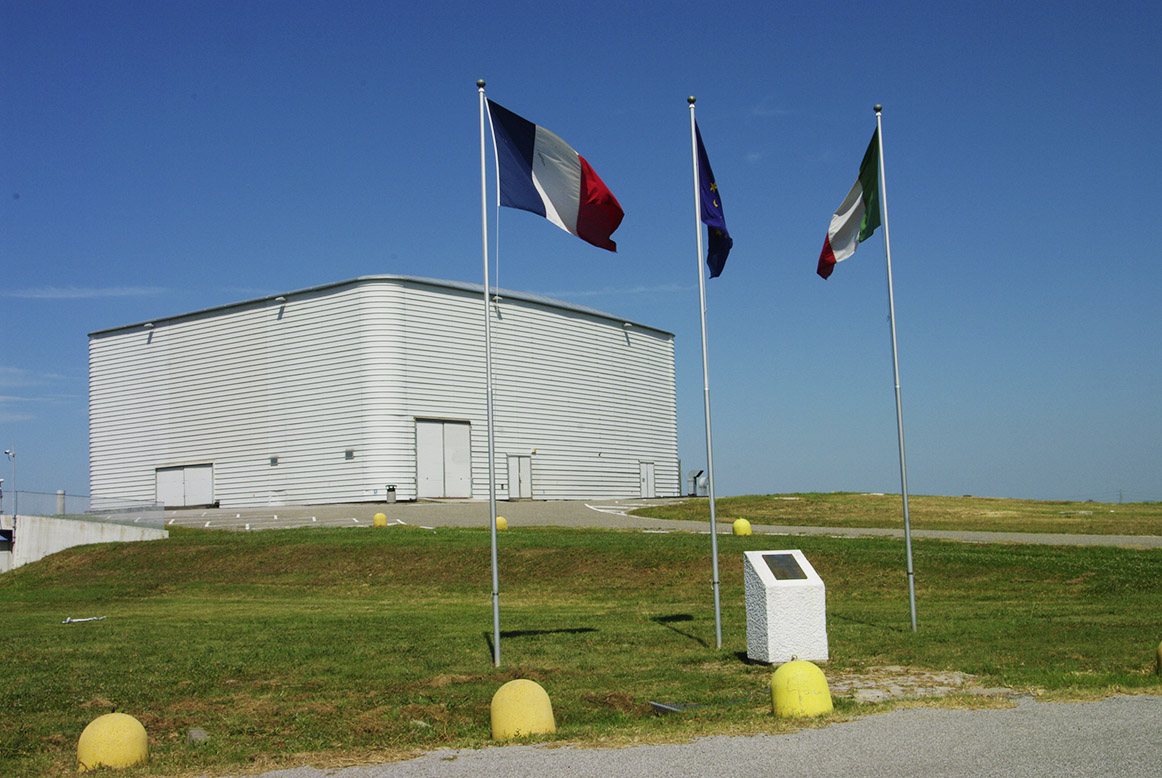
Центральна будівля Virgo, де знаходиться лазер і дзеркало світлоподілювача.
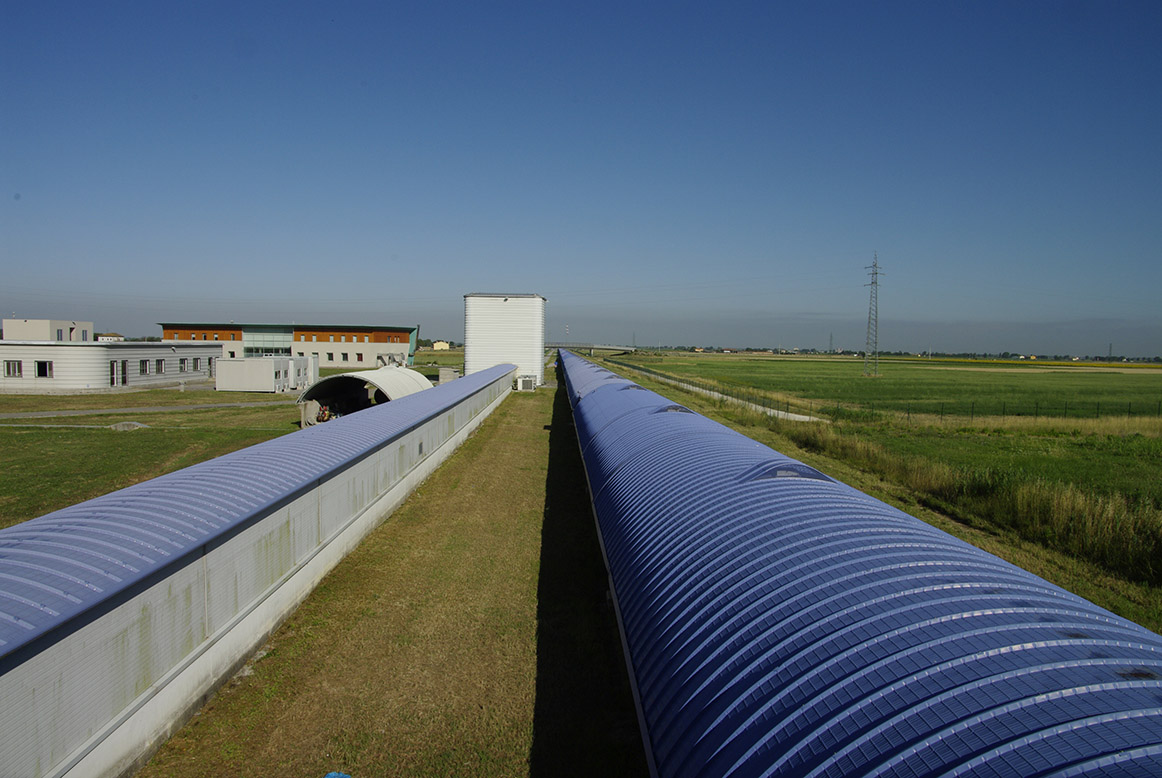
Вид на трикілометровий західний рукав Virgo (права труба). 150-метрова труба на лівій стороні, містить порожнину очищувача фази лазера, який використовується для просторової фільтрації лазерного променя.

### Шум і чутливість